# David Geeroms
David Geeroms (Ninove, 7 juli 1978) is een Belgisch voetballer die bij voorkeur als middenvelder speelt. Hij verruilde in juli 2013 KSKL Ternat voor KVK Ninove. Eerder kwam hij uit voor FC Denderleeuw EH, KRC Harelbeke, KFC Verbroedering Geel, SV Zulte Waregem, FCV Dender EH en Antwerp FC. 
| Club       | Seizoen    | Totaal aantal wedstrijden | Competitie- wedstrijden | Doelpunten |   |   |
| ---------- | ---------- | ------------------------- | ----------------------- | ---------- | - | - |
| Antwerp FC | 2007-08    | 29                        | 28                      | 2          | 5 | 0 |
| Antwerp FC | 2008       | 7                         | 0                       | 1          | 0 | 0 |
| Totaal     |            | 36                        | 28                      | 3          | 5 | 0 |
| Bijgewerkt | 24-12-2008 |                           |                         |            |   |   |